# Radioactiva (Chile)
Radio Activa es una estación radial chilena ubicada en el 92.5 MHz del dial FM en Santiago de Chile. Cuenta con una red de 15 emisoras a lo largo de Chile, además transmite para todo el país por el canal 660 (con D-Box) de la cableoperadora VTR y vía Internet en el resto del país y en todo el mundo; también posee su aplicación para dispositivos móviles. Su parrilla musical abarca desde música de los 70 hasta reguetón y cumbia principalmente.

## Primeros años
Radioactiva fue el primer producto del naciente holding Consorcio Radial de Chile (CRC), que nació fruto de la alianza entre el empresario radial chileno Cristian Wagner y Caracol Radio de Colombia. Radioactiva a nivel nacional utilizó las frecuencias de la Radio Finísima, a excepción en Santiago, donde inauguró la frecuencia 92.5 MHz. Inició sus transmisiones el 29 de abril de 1997. 
Durante sus primeros 11 años, Radioactiva fue controlada por CRC, perteneciente al grupo Caracol de Colombia entre los años 1997 y 2000 y luego al grupo Prisa de España entre los años 2000 y 2008. En 2008, Grupo Prisa concreta la compra de su principal competidora en Chile: Iberoamerican Radio Chile (grupo dueña de 8 emisoras) y el nuevo conglomerado (que nace de la fusión de ambos grupos) pasa a llamarse Ibero Americana Radio Chile. Hasta hoy, es la controladora de RadioActiva.
Los primeros años de Radioactiva estuvieron marcados por una tendencia netamente enfocada a la música disco y dance, cosa que era totalmente innovadora en la radiodifusión chilena. No solo por el tipo de música, sino por su puesta al aire, inspirada en los formatos de radios musicales norteamericanas.  
En sus primeros años Radioactiva cambió la manera de programar radio con una sobredosis de música dance que la llevó a ser la radio más escuchada de Chile durante el año 1998, además de mantenerla dentro de las primeras preferencias entre el año 1997 y 2000. Su director fundador fue el colombiano Agustín "Tuto" Castro; locutor, Dj y director con amplia trayectoria en el Grupo Caracol Colombia y enviado a Chile para fundar el proyecto. Por ahí pasaron personas como Cristián "Chico" Pérez, Vanessa Reiss con su programa emblema La Locomotora, Tuto Castro con el conteo semanal en el Top Dance, que además tenía cuñas de culto como "Su voz en la radio". También estuvieron en Radioactiva nombres como Eugenio Cornejo, Karin Yanine, Jessica Soto Huerta, Raúl Soto, Rodrigo Valdivia, Eduardo Salazar, Crazy DJ, Fernando Salinas, Gonzalo Araya, José Luis Núñez, Rafael Tornero, Jorge Muñoz, Ignacio Contreras y Julio Caro. Además un paso breve por la señal tuvo el Negro Said. Ahí hacían junto a Rodrigo Valdivia "Disco Nights" donde acompañaban la madrugada con la mejor música dance y despachos en vivo de Cristián Pérez desde las discotecas nacionales. 
En su época dorada se regalaban autos escogiendo la canción de cada estación del año y la de finales de año. También hay otros programas que marcaron como "More Beats" que comenzaba a las 22.00 y terminaba a las 6.00 con Eduardo Salazar (en esos años apodado DJ Groove). Radioactiva presentó música popular como Britney Spears, Christina Aguilera, Celine Dion, antes que otras radios y en formato de remix; Además impuso cantantes cono Billie, Billie More, French Affair, Sonique, Camela y muchos otros. También añadió algunos artistas chilenos más alternativos en versiones Remix como Rachel, Daniela y La Sociedad e impuso la fórmula de ocupar una rotación constante de música predeterminada. Cada hora sonaba del minuto 1 al 25 Maratón de música, microespacio que tenía 10 canciones en línea y casi sin interrupciones. Después venía el éxito de la hora al minuto 25. Y cerraba el bloque con 3 activas; 3 éxitos en línea que cerraban la hora de dance.
Con esta fórmula Disco-Dance logró ser la radio más escuchada en ciudades como Iquique, Calama, Antofagasta, La Serena, Viña del Mar - Valparaíso, Concepción, Los Ángeles, Temuco y Puerto Montt. La radio, pese a su éxito, tuvo algunos problemas para entrar en ciudades como Talca, Pucón y Chillán, donde se demoró un par de años en lograr una audiencia fiel. Es tan así que en Chillán la radio ocupaba la frecuencia 101.3, pero por problemas con quien arrendaba la señal, debieron retirarse de la ciudad durante el mejor periodo de la radio (abril a diciembre de 1998), después volviendo en las frecuencias 88.3 y posteriormente en la 89.1 donde siempre hubo dificultades de satélite y nunca sonó como en sus inicios.

## Avance a través del tiempo
Ya en 2002 realiza ajustes programáticos y musicales bajo el eslogan "Mueve Tu Mundo" y el 26 de abril de 2004, intercambia su frecuencia de Santiago con Los 40 Principales, ubicándose así en el 95.3 MHz. Desde aquel momento, se inicia un proceso de renovación que duró por 2 años. Durante esta etapa deja en parte el estilo Disco-Dance para inclinarse por el estilo alternativo, como una forma de competir e/o igualar a su competencia de ese entonces (Concierto y Zero), ofreciendo al adulto joven de ese entonces una variada programación musical compuesta por temas alternativos y electrónicos de los más variados estilos, incluyendo algunos temas de la época Disco-Dance, junto con clásicos vanguardistas del rock y del pop de los '60, '70, '80 y '90, temas actuales y algunos "missing hits".
El 28 de diciembre de 2006, Radioactiva vuelve a cambiar su frecuencia, esta vez, debido a la compra del 95.3 MHz por parte del Grupo Bezanilla con el fin de lanzar Amadeus FM. El Consorcio Radial de Chile se ve en la obligación de trasladarla al 97.1 MHz, señal que hasta el momento era ocupada por Bésame Radio. Dicha emisora quedó borrada del dial en Santiago, mientras que en regiones siguió funcionando normalmente con su red de repetidoras (hasta que se fusiona con Radio Imagina entre 2007 y 2008). Hasta el 1 de enero de 2007, Radioactiva transmitió simultáneamente en el 95.3 MHz y en el 97.1 MHz, con la única diferencia que en la primera sonaba de manera infinita la voz corporativa de la estación anunciando el cambio de frecuencia.
Hasta diciembre de 2007 Radioactiva tenía en su programación música pop de los 80, 90 y 2000, bajo el eslogan "La radio de los clásicos". Estaba dirigida a un público comprendido por hombres y mujeres de 25 a 44 años de edad además de que tenía algunos temas que caracterizaron a la radio a finales de los 90. En este período se consolidaron programas como Levántate y anda con Felipe Bianchi, Pablo Mackenna y Sebastián Esnaola, Cambio de aire con Rodolfo Roth y No somos nadie con Sebastián Eyzaguirre y Juan Andrés Moya. Todo este periodo estuvo dirigido por el uruguayo Gastón Calcagno, secundado por Julio Caro. También eran parte del equipo Eduardo "Walo" Frías, Emir Ortega, Raúl Soto, Marcelo Arancibia y  la periodista Jéssica Soto Huerta (Premio APES 1997 "revelación en radio" y nominada al APES 2000 como "mejor locutora radial"), quien fue DJ de Radioactiva disco-dance, sumando así dos períodos en esta radio. 
Además comienza a transmitir en canal 660 (con D-BOX) de la cableoperadora VTR.

## El cambio definitivo
A pesar de haber cambiado a un estilo musical más "comercial", y a estar dentro de las más escuchadas en su target, la reciente Ibero Americana Radio Chile, producto de la fusión de CRC e Ibero American, decidió volver al "parecido" formato original para mejorarla comercialmente y en sintonía. El día jueves 20 de diciembre de 2007 la radio retiró sus programas y decidió colocar música navideña hasta el 24 de diciembre, posteriormente fue reemplazada por música instrumental hasta el 28 de diciembre. A partir de la medianoche de ese día, supuestamente la radio cayó en un hospital debatiéndose entre la vida y la muerte, como todo paciente la radio tuvo visitas diarias, entre los cuales fueron Willy Sabor, Blanca Lewin, Fernando Godoy entre otros. Esto duró hasta el 31 de diciembre, ya que a partir de la medianoche del 1 de enero de 2008 a la radio supuestamente se le aplicó un tratamiento radioactivo para que pudiera "renacer", anunciando que la radio vuelve a la pista.
En este relanzamiento, con el eslogan "Vuelve a la pista" y bajo la dirección de Pablo Stange, su propuesta musical se basó en combinar los géneros bailables de los 70 y 80 (principalmente música disco), con los sonidos que formaron parte de Radioactiva en los años 90, sumando además ciertas tendencias dance que sonaron en la emisora durante los 2000.
A raíz de esto, en marzo de 2008 regresa una de sus locutoras emblemáticas: Vanessa Reiss con el programa "El Cantagallo", que duró hasta noviembre de ese año. Parte del equipo que conformó esta etapa fueron Claudia Aldana (con su personaje Consuelo Aldunate), Juan Andrés Moya, Emir Ortega, sumado también a la reincorporación de Eduardo "Pape" Salazar, además de Eduardo "Walo" Frías con su microprograma "Calles de Fuego". También se sumó la actriz Valentina Pollarollo como voz de continuidades y además conductora del programa "Central Radioactiva" y del microespacio "Un raro estilo de baile", y como voz institucional el locutor mexicano Luis Roberto Márquez "El Boy".
El 18 de abril de 2008, Radioactiva regresa a su frecuencia 92.5 MHz (señal ocupada por Hit 40), dejando en el 97.1 MHz a la entonces nueva apuesta de IARC, la Radio Uno de música chilena.
Además la emisora a partir del 15 de enero de 2010, y bajo con el eslogan "Solo se vive una vez", cambió su formato con música actual y de todos los tiempos como el reguetón, cumbia, pop, rock and roll, twist, dance, electrónica y todos los clásicos de los 80 y 90. Con esto se suman nuevas voces, tales como Freddy Guerrero y Cristián Aguayo "Magmanaman" en enero de 2010, Daniel "Ex Huevo" Fuenzalida en octubre de ese año, el regreso de Cristían "Chico" Pérez en 2011 (y que sólo duró hasta diciembre de ese año), y Jorge Fernández "Spider G" en 2012 desde Los 40. También se sumaría el personaje "Señora Hortensia" interpretado por el productor y actual director de la radio Pablo Stange; quien tras aparecer esporádicamente en los programas y sumar popularidad, obtuvo su espacio tras una encuesta realizada por la radio con alta participación de los auditores. Su programa "El show de la señora Hortensia" se estrenó el 2 de julio de 2012.  
Uno de los elementos más distintivos de esta etapa es su Concurso de Navidad, desde 2011 cada 24 de diciembre (o antes si el 24 cae sábado o domingo) la radio sortea un gran premio que ha variado desde un automóvil Chevrolet, departamento habitacional o premios en efectivo consiguiendo alta sintonía nacional en la audiencia ya sea de la radio como de otras plataformas.
El 15 de septiembre de 2014, Radioactiva abandona la frecuencia 96.7 de Corral, Niebla y Valdivia, siendo vendida a la emisora nacional de corte evangélico Radio Armonía.
Desde 2014 es una de las radios oficiales de la Teletón. En 2015 la transmitió por segunda vez.

## Últimos años
En marzo de 2016, la emisora anuncia como parte de su programación el regreso del Portal del Web, histórico ex-programa de la radio Rock & Pop que estuvo en el aire desde 2000 hasta julio de 2008. En este nuevo ciclo, se transmite de lunes a viernes de 14:00 a 16:00, con dos de sus presentadores originales: Freddy Guerrero y Cristián Jara (DJ Black).
El 9 de mayo de 2017, Radioactiva abandona la frecuencia 88.5 MHz de Osorno, siendo vendida y reemplazada por la emisora nacional de corte evangélico Radio Corporación, el 16 de mayo regresa en su nueva frecuencia 93.5 MHz, la cual era ocupada hasta entonces por Rock & Pop.
Ante la partida de Freddy Guerrero al Portal del Web, Eduardo "Pape" Salazar (histórico integrante de la emisora) asume en solitario la conducción de "Los Magníficos" entre las 7:00 y 9:00 horas (al aire desde 2010 con Freddy y Magmanaman en la conducción y el propio Salazar en los controles) dándole un toque más paternal al espacio, enfocándose en los menores de edad y escolares que se preparan para ir a clases, particularmente durante la primera hora del programa de 7:00 a 8:00 horas. Secciones como las Suki Suki o "Nos importa un p..." logran alta aceptación en los auditores siendo uno de los programas más escuchados y queridos de la emisora, cariño que se manifestó en la alta votación obtenida para Rey Guachaca el 2017 (superado por Pancho Saavedra en reñida votación) y logrando ganar el Copihue de Oro del diario La Cuarta por dos años consecutivos (2016 y 2017). 
A la semana siguiente de ganar el segundo Copihue de Oro, Pape Salazar impacta a sus seguidores al anunciar su renuncia a RadioActiva para dedicarse a proyectos personales y presentando a la nueva dupla de conductores del espacio a contar del 1 de diciembre: José Luis "Brulé" Godoy (quien deja el Portal del Web en ese momento) y Lucho Hernández, históricos locutores de la Radio Uno.
El 31 de mayo de 2019, Pape Salazar vuelve a la estación con el programa "Yo soy tu Pape".
El 1 de agosto de 2020, Radioactiva abandona la frecuencia 92.7 MHz de San Felipe y Los Andes, siendo vendida y reemplazada por la emisora nacional de corte evangélico Inicia Radio en su proceso de expansión en regiones, Radioactiva estuvo en la zona desde sus inicios.
El 1 de noviembre de 2020, Radioactiva abandona la frecuencia 93.5 MHz de Osorno, siendo vendida y reemplazada por la emisora local CLG Radio, es la segunda vez que abandona Radioactiva en esta ciudad.
El 30 de junio de 2021, Radioactiva abandona la frecuencia 91.1 MHz del Gran Valparaíso, que en realidad cubría Con Con y Quintero, siendo vendida y reemplazada por la emisora regional Somos FM.
El 11 de marzo de 2022, Freddy Guerrero es despedido sorpresivamente de la estación, dejando a Cristián Jara (DJ Black) y José Luis Godoy (Brulé) como conductores del Portal del Web, del cual posteriormente ambos se refirieron sobre la desvinculación de Guerrero, uno de los fundadores del programa.
En julio de 2022, se integran Carolina Paulsen y Matías Vega, como parte del espacio "Súbete al carro" dentro del programa "Hiperactiva" junto a Spider G, espacio auspiciado por supermercados Líder, el cual duraría hasta septiembre del mismo año. Matías Vega continuaría esporádicamente en la radio, y Carolina Paulsen parte a Romántica FM.
El 24 de noviembre de 2022, Radioactiva inauguró su nuevo estudio, del cual está adaptado para que la emisora pueda realizar transmisiones mediante YouTube y su sitio web.
El 5 de enero de 2023 a las 12:01 horas, justo al comienzo del programa "El show de la Tencha", regresa al Gran Valparaíso a través de la frecuencia 90.3 MHz (ex Radio Imagina), después de ser anunciada en el programa "Central Radioactiva" por su conductor Daniel Fuenzalida el 3 de enero. Anteriormente ya tuvo presencia en tanto en sus etapas anteriores como en la actual en las frecuencias 94.9 MHz (actual Digital FM, sin relación con IARC) entre 1997 y 2004, 104.5 MHz (actual FM Dos) entre 2004 y 2008, y 91.1 MHz (actual Somos FM, sin relación con IARC) entre 2008 y 2021, está última con cobertura limitada en la conurbación ya que sólo era posible captarla en sectores altos y costeros de Viña del Mar y Valparaíso, y en la comuna de Con Con.
En enero de 2023, Matías Vega se integra oficialmente al equipo de Radioactiva.
El 7 de febrero de 2023, Radioactiva abandona la frecuencia 91.7 MHz de Talca, siendo vendida y reemplazada por la emisora local Chilena del Maule, la que hasta el 31 de enero de 2023 se encontraba en la frecuencia 90.9 MHz, Radioactiva estuvo desde sus inicios en la capital del Maule. Sin embargo, el 15 de marzo de 2023, regresa a la capital del Maule a través de la frecuencia 100.1 MHz (ex Rock & Pop) debido a los numerosos reclamos presentados por parte de los auditores en esa zona.
El 3 de marzo de 2025, Rosario Bravo y Andrea Fuentes (también conocida como La Chica Vacilona) se integran a Radioactiva con el programa Bravas.

## Eslóganes
| Período       | Eslogan |
| ------------- | --- |
| 1997-2001     | La energía que te mueve. - 1998-2000 Energía positiva que te mueve - 1998 Tu polo positivo - 1999-2001 La radio original que te hace bailar |
| 2001-2002     | RadioActiva, te hace bien. |
| 2002-2004     | Mueve tu mundo. |
| 2004-2005     | Escucha música, escucha RadioActiva. |
| 2005-2006     | El sonido de la música. |
| 2006-2007     | La radio de los clásicos. |
| 2008-2010     | Vuelve a la pista. |
| 2010-presente | Sólo se vive una vez. |

## Antiguas frecuencias
- 106.7 MHz (Iquique); hoy Radio Acierto, sin relación con IARC y 89.7 MHz; hoy Los 40.
- 103.5 MHz (Vallenar); hoy Madero FM, sin relación con IARC.
- 92.7 MHz (San Felipe/Los Andes); hoy Inicia Radio, sin relación con IARC.
- 94.9 MHz (Gran Valparaíso); hoy Digital FM, sin relación con IARC, 104.5 MHz; hoy FM Dos y 91.1 MHz; hoy Radio Somos, sin relación con IARC.
- 98.5 MHz (Isla de Pascua) y 88.3 MHz; hoy ADN Radio Chile.
- 95.3 MHz (Santiago); hoy Radio Disney y 97.1 MHz; hoy Radio Corporación, en ambos casos sin relación con IARC.
- 98.9 MHz (Rancagua); hoy Radio Tipógrafo, sin relación con IARC.
- 101.5 MHz (Talca); hoy Radio Marisol y 91.7 MHz; hoy Radio Chilena del Maule, ambas sin relación con IARC.
- 88.5 MHz (Parral); antes Los 40, hoy Radio Temporera, sin relación con IARC.
- 88.3 MHz (Chillán); cambiada al 89.1 MHz; antes Los 40, hoy Radio Corporación, sin relación con IARC y 101.3 MHz; hoy ADN Radio Chile.
- 105.5 MHz (Gran Concepción); hoy Digital FM, sin relación con IARC.
- 94.5 MHz (Los Ángeles); antes Los 40, hoy Radio Armonía, sin relación con IARC.
- 92.1 MHz (Temuco/Nueva Imperial); hoy ADN Radio Chile.
- 99.3 MHz (Villarrica/Pucón); hoy Positiva FM, sin relación con IARC, y 107.1 MHz (por ley 102.3 MHz); hoy ADN Radio Chile.
- 104.1 MHz (Valdivia); hoy ADN Radio Chile y 96.7 MHz; hoy Radio Armonía en Corral y Niebla, sin relación con IARC.
- 88.5 MHz (Osorno); antes Radio Corporación y Radio La Mexicana, hoy FM del Río y 93.5 MHz; hoy CLG Radio, en ambos casos sin relación con IARC.
- 104.3 MHz (Castro); hoy ADN Radio Chile.
- 106.1 MHz (Puerto Aysén); hoy Radio Ventisqueros, sin relación con IARC.